# РМ
«РМ» (до 2022 року — «Рідна мова») — українське видавництво, що спеціалізується на коміксах, фантастиці та дитячій літературі.
У 2017 році видавництво отримало ексклюзивні права на видання українською мовою перекладів коміксів DC Comics. У 2019 році видавництво отримало неексклюзивні права на видання українською мовою перекладів коміксів Marvel Comics.
Видавництво також володіє ексклюзивними правами на видання українською мовою всесвітньо відомих авторів, таких як Астрід Ліндґрен, Памела Треверс, Януш-Леон Вишневський, Ентоні Берджес, Крессида Ковелл, Кейт ДіКамілло, Ларрі Ґонік тощо.

## Історія

### 2003-2022: Філія російського видавництва
Видавництво «Рідна мова» було засновано у 2003 році як підрозділ видавництва «Махаон-Україна», що входить до російської видавничої групи «Азбука-Аттікус». Видавництво було засновано в 2003 році, однак сповна активізували свою діяльність лише у 2015 році.
2016 року засновано серію «Читай рідною мовою!», в якій вийшло понад 30 книжок для дітей та підлітків. Також читачам добре відома серія для дорослих та юнацтва «Світовий бестселер рідною мовою» (YoungAdult), серед яких такі твори, як «Привіт, це Чарлі! або Переваги сором'язливих» Стівена Чбоскі, «Вуличний кіт на ім'я Боб» Джеймса Бовена, «Викрадач тіней» Марка Леві, «Oh, Boy!» Марі-Од Мюрай, «Пакс» Сари Пенніпакер, «Хлопчик на ім'я Гоуп» і «Хлопчик, який переплив океан у кріслі» Лари Вільямсон та багато інших. Відомою серія стала зокрема завдяки талановитим перекладам Олекси Негребецького, Володимира Панченка, Володимира Чайковського та ін. «Світила» Елінор Каттон відкрили серію «Великий роман», до якої входять такі шедеври світової літератури, як «Небезпечні мандри» Річарда Адамса і «Нічне кіно» Маріши Пессл.
У 2017 році видавництво першим в Україні отримало права на переклад коміксів DC Comics українською. Згодом видавництво також започаткувало серію перекладів освітніх коміксів «Наука у коміксах», у яку входять багатотомник «Всесвітня історія», а також окремі томи з таких наук як «Філософія», «Фізика», «Sex», «Алгебра», "Хімія", "Матан", "Біологія".
У 2019 році стало відомо що видавництво «Рідна мова» також отримали ліцензії на випуск деяких коміксів Marvel; випуск перших україномовних перекладів коміксів Marvel розпочався у 2019 році.

#### DC Comics
У 2017 році видавництво першим в Україні отримало права на переклад коміксів DC Comics українською, перші чотири томи були анонсовані на третьому Kyiv Comic Con, у 6-7 травня 2017 року. Першої хвилею коміксів DC стали: «Бетмен: Рік перший», «Бетмен: Убивчий жарт», «Ліга справедливості: Початок», «Загін самогубців: Копняк у зуби». У 2018 році видавництво також отримало права на переклад коміксів Vertigo (імпринт DC Comics) українською. До 2018 року видавництво випускало лише серії The New 52, проте наприкінці 2018 анонсувало плани про початок випуск, події та подальшої марки DC Universe Rebirth, а також імпринта DC Black Label на 2019 рік. 26 жовтня 2018 року видавництво опублікувало Видавничий план серій «Коміксів DC та Vertigo», з якого стало відомо, що наприкінці 2019 вони плануються випустити комікс «DC Universe Rebirth» (укр. «Всесвіт DC. Відродження»), який перезапускає всі серії, але у той же час відбуватиметься та продовжуватиме ті ж самі сюжети у тому ж всесвіті що і попередні серії з The New 52.
Видавництво також іноді випускає комікси з періоду Класики (Золота, Бронзова та Сучасна Епоха і комікси початку 2000-их років), наприклад: «Бетмен: Рік перший», «Бетмен: Убивчий жарт», «Бетмен: Довгий Гелловін»,  «Бетмен: Цить» (Події цих коміксів іноді згадуються у сучасній серії The New 52, та деякі деталі вважаються каноном у сучасних серіях).
А також сучасний елсворлд, та комікси імпринту DC Black Label (незалежні історії, зазвичай це обмежені серії перевидані у томах):, «Бетмен: Ноель», «Джокер», «Проклятий Бетмен», «Бетмен: Білий лицар».

#### Marvel Comics
1 червня 2019 року видавництво відвідало фестиваль популярної культури Kyiv Comic Con 2019 де анонсувало багато своїх нових ліцензій та прийдешніх коміксів, до яких увійшли:
- Кольорова серія Marvel Comics:
  - Daredevil: Yellow (жовтень 2019 року);
  - Captain America: White (листопад-грудень 2019);
  - Hulk: Gray;
  - Spider-Man: Blue.
- Black Panther: A Nation Under Our Feet Vol. 1 (під вихід другого фільму);
- The Punisher Vol. 1: World War Frank[en].

### Від 2022: Самостійне видавництво
5 листопада 2022, після 8 місяців без новин, видавництво «Рідна мова» оголосило про зміну назви на «РМ». У заяві йдеться, що видавництво «РМ» — це «нова українська компанія». Ліцензії на видання іноземних авторів залишились у видавництва.

## Видання

### Комікси

#### DC Comics
2017-2019
| - Ліга справедливості: Початок (2017) - Бетмен: Рік перший (2017) - Загін самогубців: Копняк у зуби (2017) - Бетмен: Убивчий жарт (2017) - Флеш: Тільки вперед (2017) - Бетмен: Цить (2017) - Бетмен: Суд Сов (2017) - Ліга справедливості: Шлях злочинця (2017) - Загін самогубців: Сходження Василіска (2017) | - Бетмен: Ноель (2018) - Бетмен: Місто сов (2018) - Флеш: Революція бунтарів (2018) - Вартові (2018) - Бетмен: Смерть сім'ї (2018) - Джокер (2018) - Бетмен: Повернення Темного лицаря (2018) - Бетмен: Довгий Гелловін (2018) - Аквамен: Западина (2018) | - Ліга справедливості: Трон Атлантиди (2019) - Бетмен: Нульовий рік — Таємне місто (2019) - Флеш: Війна з горилами (2019) - Супермен: Червоний син (2019) - Шазам! (2019) - Аквамен: Інші (2019) - Бетмен: Білий лицар (DC Black Label, 2019) - Бетмен: Нульовий рік — Темне місто (2019) - Бетмен: Нічна зміна (2019) - Проклятий Бетмен (DC Black Label, 2019) - Бетмен: Ендшпіль (2019) - Флеш: Навспак (2019) - Ліга справедливості: Війна Трійці (2019) - Всесвіт DC: Відродження (2019) |

2020-
- Диво-жінка: Брехня; Рік перший (2020)
- «В» означає «Вендетта»
- Гарлін (2020)
- Флеш. Книга 5 (2020)
- Супермен. Рік перший (2020)
- Диво-жінка. Том 2 (2020)
- Болотяна істота (2020)

#### Marvel Comics
2019-
- Кольорова серія Marvel Comics
  - Шибайголова: Жовтий (2019)
  - Людина-павук: Синій (2020)
  - Галк: Сірий (2020)
  - Капітан Америка: Білий (2020)
- Каратель: Френкова світова війна (2020)
- Чорна пантера: Нація під нашими ногами (2020)
- Міз Марвел. Книга 1 (2020)
- Каратель. Книга 2 (2020)

## Критика

### Конфлікт між організаторами «CCU» та «KCC»
Конфронтація між організаторами фестивалів розпочалася влітку 2018 року, ще під час підготовки першого Comic Con Ukraine. Деякі зацікавлені особи чи організації почали показово обирати сторону конфлікту.
Зокрема, видавництво «Рідна мова», яке офіційно видає україномовні переклади коміксів DC, відмовилася презентувати комікси на Comic Con Ukraine Куратором (а також PR та SMM менеджером) офіційних перекладів коміксів DC Comics у видавництві «Рідна мова» є співзасновниця Kyiv Comic Con — Марія Шагурі.
На початку 2019 року організатор фестивалю Kyiv Comic Con (ТОВ «Київ Комік кон») Олександр Шагурі та PR/SMM менеджер видавництва "Рідна мова" Марія Шагурі подали позов до організаторів Comic Con Ukraine (ТОВ «Комік кон Україна») з вимогою не використовувати в назві словосполучення «Comic Con» чи «Комік Кон» та відшкодувати їм матеріальні збитки у розмірі ₴1 млн. На думку позивачів, яким належить торгова марка «kyiv COMICCON», використання назви «COMIC CON Ukraine» порушує їх права. Організатори Comic Con Ukraine назвали претензії необґрунтованими, оскільки словосполучення «Comic Con» означає формат заходу («конвент фанів коміксів»), вживається в багатьох назвах (наприклад, «Comic Con Germany» та «German Comic Con») і не може бути захищеним. 16 серпня 2019 року організатори Comic Con Ukraine повідомили, що виграли суд першої інстанції.